# مرشاعر
مرشاعر، روستایی از توابع دهستان پشت تنگ در بخش مرکزی شهرستان سرپل ذهاب در استان کرمانشاه ایران است

## جمعیت
این روستا در دهستان پشت‌تنگ قرار دارد و براساس سرشماری مرکز آمار ایران در سال۱۳۹۵، جمعیت آن ۶۷ نفر (۱۰خانوار) بوده‌است.